# Nigun
Nigun (in ebraico ניגון‎? significato: "aria" o "melodia", plur. nigunim) o niggun (plur. niggunim) è una forma di canzone o melodia religiosa ebraica cantata da gruppi. È una tecnica del canto, spesso con suoni ripetitivi come "bim-bum-bam" o "ai-ai-ai!" al posto di una lirica formale. A volte i versetti della Bibbia, o citazioni da altri testi ebraici classici, sono cantati ripetitivamente così da creare un nigun. Alcuni nigunim vengono intonati come preghiere di lamentazione, mentre altri possono essere gioiosi o vittoriosi.
I nigunim sono in gran parte accorgimenti musicali improptu, sebbene possano basarsi su passaggi tematici e siano stilizzati in forma, riflettendo gli insegnamenti ed il carisma delle guide spirituali di una data congregazione o movimento religioso. I nigunim sono specialmente importanti nella liturgia dell'Ebraismo chassidico, che ha sviluppato le sue proprie forme spirituali strutturate a riflettere la gioia mistica della preghiera profonda, espressa nel devekut.